# George W. Prince

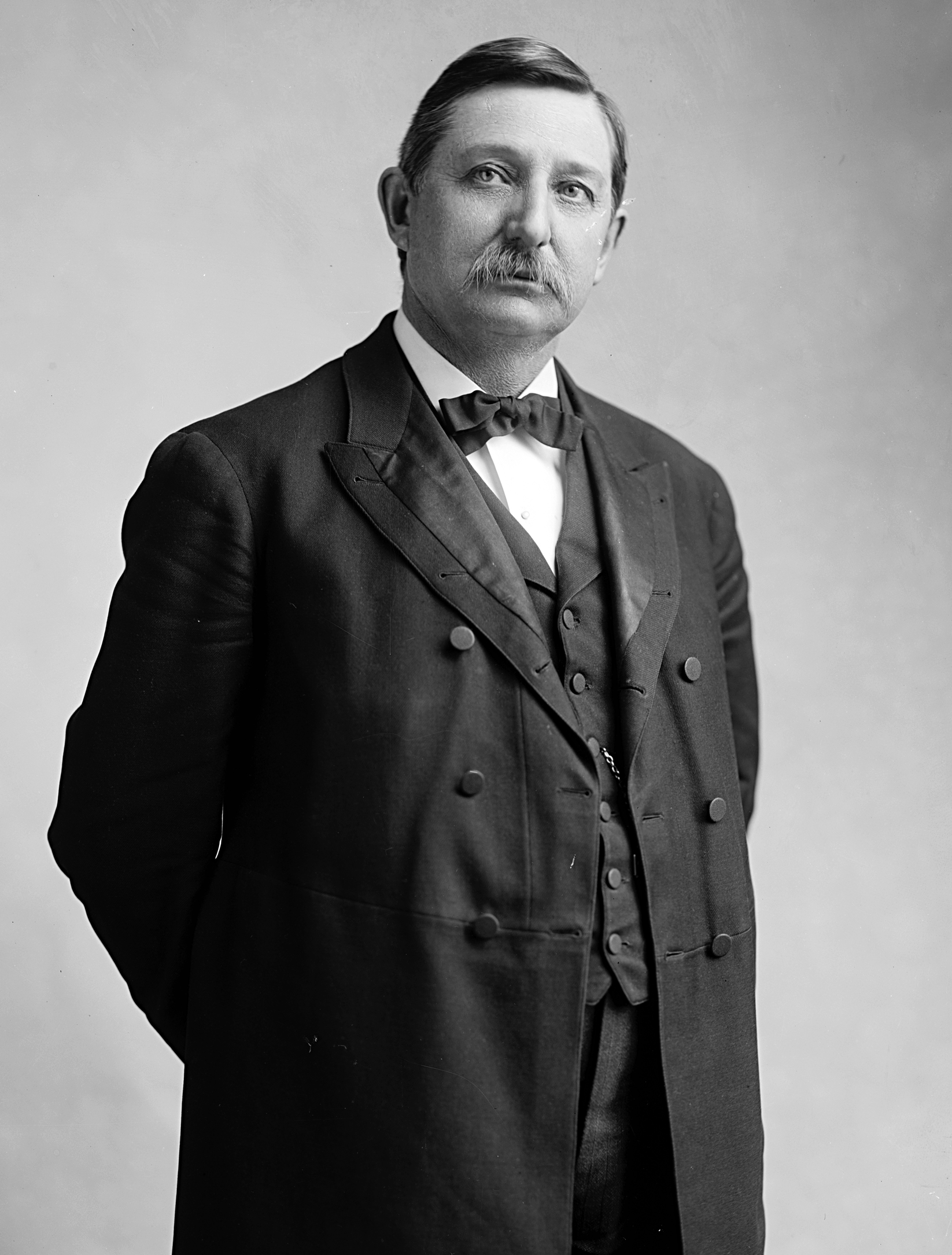
George W. Prince

George Washington Prince (* 4. März 1854 im Tazewell County, Illinois; † 26. September 1939 in Los Angeles, Kalifornien) war ein US-amerikanischer Politiker. Zwischen 1895 und 1913 vertrat er den Bundesstaat Illinois im US-Repräsentantenhaus.

## Werdegang
George Prince besuchte die öffentlichen Schulen seiner Heimat und danach bis 1878 das Knox College in Galesburg. Nach einem anschließenden Jurastudium und seiner 1880 erfolgten Zulassung als Rechtsanwalt begann er in Galesburg in diesem Beruf zu arbeiten. Zwischen 1881 und 1883 war er Anwalt dieser Stadt. Gleichzeitig schlug er als Mitglied der Republikanischen Partei eine politische Laufbahn ein. 1884 wurde er deren Vorsitzender im Knox County. Von 1888 bis 1892 saß er als Abgeordneter im Repräsentantenhaus von Illinois. Im Jahr 1892 kandidierte er erfolglos für das Amt des Attorney General seines Heimatstaates.
Nach dem Tod des Abgeordneten Philip S. Post wurde Prince bei der fälligen Nachwahl für den zehnten Sitz von Illinois als dessen Nachfolger in das US-Repräsentantenhaus in Washington, D.C. gewählt, wo er am 2. Dezember 1895 sein neues Mandat antrat. Nach sieben Wiederwahlen konnte er bis zum 3. März 1913 im Kongress verbleiben. Seit 1903 vertrat er dort den 15. Wahlbezirk seines Staates. In seine Zeit als Kongressabgeordneter fiel der Spanisch-Amerikanische Krieg von 1898. Von 1899 bis 1901 war Prince Vorsitzender des Committee on Ventilation and Acoustics. Zwischen 1905 und 1909 leitete er den Ausschuss zur Verbesserung der Deichanlagen am Mississippi. Danach leitete er von 1909 bis 1911 das Committee of Claims. Im Jahr 1912 wurde er nicht wiedergewählt.
Nach dem Ende seiner Zeit im US-Repräsentantenhaus zog George Prince nach Los Angeles, wo er bis 1917 als Anwalt praktizierte. Danach zog er sich in den Ruhestand zurück. Er starb am 26. September 1939 in Los Angeles.